# Präsidentschaftswahl in den Vereinigten Staaten 1876
Die Präsidentschaftswahl in den Vereinigten Staaten 1876 fand am 7. November 1876 statt. Es war die 23. Wahl des US-amerikanischen Präsidenten und eine der knappsten und umstrittensten in der Geschichte des Landes. Der Kandidat der Republikaner Rutherford B. Hayes gewann mit einer Wahlmännerstimme Mehrheit vor dem Demokraten Samuel J. Tilden, obwohl Tilden insgesamt mehr Stimmen bekam. Die letztlich durch einen politischen Handel entschiedene Wahl wird als Endpunkt der Reconstruction betrachtet.

## Nominierungen
Republikanische Partei

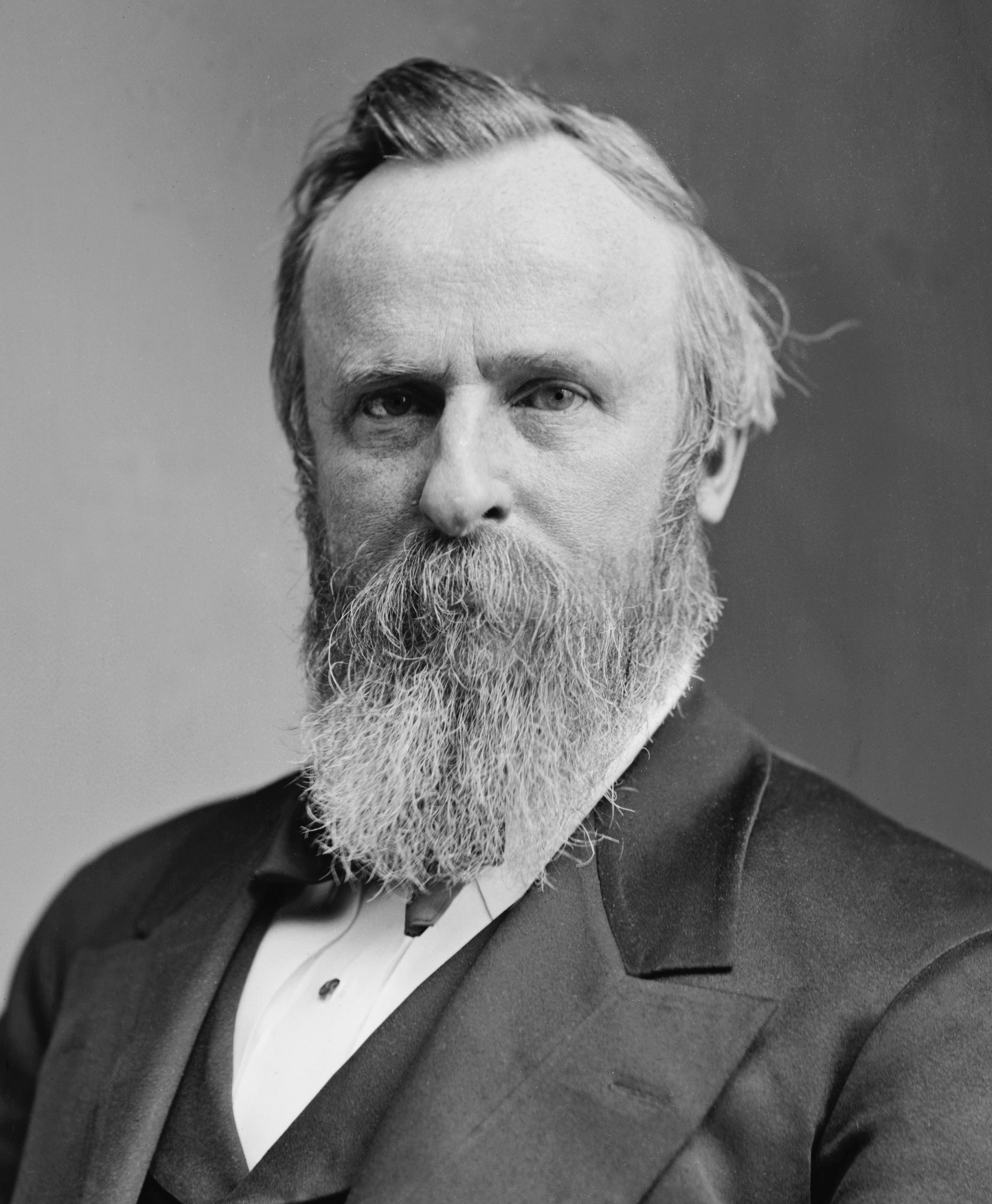
Rutherford Hayes

Der amtierende Präsident Ulysses S. Grant (Republikaner) strebte zwar eine dritte Amtszeit an, wurde jedoch von der Partei darin nicht unterstützt, weshalb er bereits 1875 verkündete, nicht mehr zu kandidieren. Die im Juni 1876 in Cincinnati, Ohio, abgehaltene Convention der Republikaner konnte sich in mehreren Wahlgängen nicht auf den erwarteten Kandidaten einigen, den Sprecher des Repräsentantenhauses James G. Blaine aus Maine. Dieser wurde vom radikalen Flügel der Partei abgelehnt, weil er keine klare Meinung in der Frage der Rekonstruktion vertrat. Daher wurde der Gouverneur von Ohio, Rutherford B. Hayes, im 7. Wahlgang mit 387 zu 351 zu 21 Stimmen nominiert. Demgegenüber setzte sich William A. Wheeler, zuvor Abgeordneter für New York, bei der Nominierung des Vizepräsidentschaftskandidaten mühelos durch.
Demokratische Partei

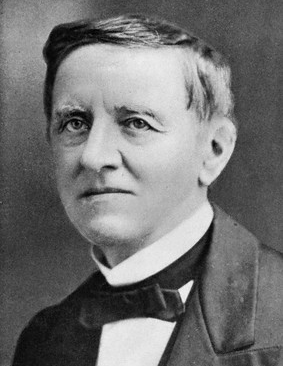
Samuel Jones Tilden

Die Demokratische Convention wurde nach der Republikanischen abgehalten und fand in St. Louis, Missouri, statt. Aussichtsreiche Bewerber waren der Gouverneur von New York und Bourbon-Demokrat Samuel J. Tilden, der Gouverneur von Indiana Thomas A. Hendricks und der ehemalige Unionsgeneral Winfield S. Hancock aus Pennsylvania. Tilden setzte sich bereits im zweiten Wahlgang durch, Hendricks wurde sein running mate.
Zu den weiteren Kandidaten zählten:
- Peter Cooper von der Greenback Party mit Samuel F. Cary als Mitkandidat;
- Green C. Smith mit Gideon T. Stewart von der Prohibition Party;
- James A. Walker mit Donald Kirkpatrick von der American National Party.

## Wahlkampf
Der Wahlkampf der Demokraten konzentrierte sich auf die unter der vorherigen Administration aufgetretenen Korruptionsskandale, während die Republikaner weiterhin die erfolgreiche Rettung und Einigung der Nation, die in diesem Jahr ihre 100-jährige Unabhängigkeit feierte, in den Mittelpunkt stellten und die Demokraten verräterischer Absichten bezichtigten.

## Wahl
Die Wahl fand am 7. November 1876 statt. In zahlreichen Staaten war der Ausgang sehr eng, in rund einem Dutzend Staaten betrug der Unterschied des Stimmenanteils drei Prozent oder weniger. Am Wahlabend und nächsten Morgen erklärten viele Zeitungen Tilden zum Sieger. Dieser hatte die Swing States Connecticut, New Jersey und Indiana sowie seinen Heimatstaat New York gewonnen und wurde als sicherer Sieger im demokratischen Süden betrachtet.

### Ergebnis
| Kandidat            | Partei | Partei       | Stimmen   | Stimmen  | Wahlmänner |
| Kandidat            | Partei | Partei       | Anzahl    | Prozent  | Wahlmänner |
| ------------------- | ------ | ------------ | --------- | -------- | ---------- |
| Rutherford B. Hayes |        | Republikaner | 4.034.311 | 47,9 %   | 185        |
| Samuel J. Tilden    |        | Demokraten   | 4.288.546 | 51,0 %   | 184        |
| Gesamt              | Gesamt | Gesamt       | 8.413.101 | 98,9 % * | 369        |

* an 100 % fehlende Prozent: ungültige Stimmen / andere Kandidaten
Am 8. November waren die Ergebnisse aus den meisten Staaten bekannt, danach erhielt Tilden 184 Wahlmännerstimmen gegenüber 165 für Hayes, wobei 185 Stimmen für den Sieg notwendig waren. Die noch ausstehenden 20 Stimmen waren in den drei Südstaaten Florida (4), Louisiana (8) und South Carolina (7) sowie in Oregon (1) zu vergeben. Die drei Südstaaten wurden von beiden Seiten für sich beansprucht, während in Oregon lediglich die Zulassung eines der Wahlmänner, nicht aber das Ergebnis in Frage stand.

### Disput

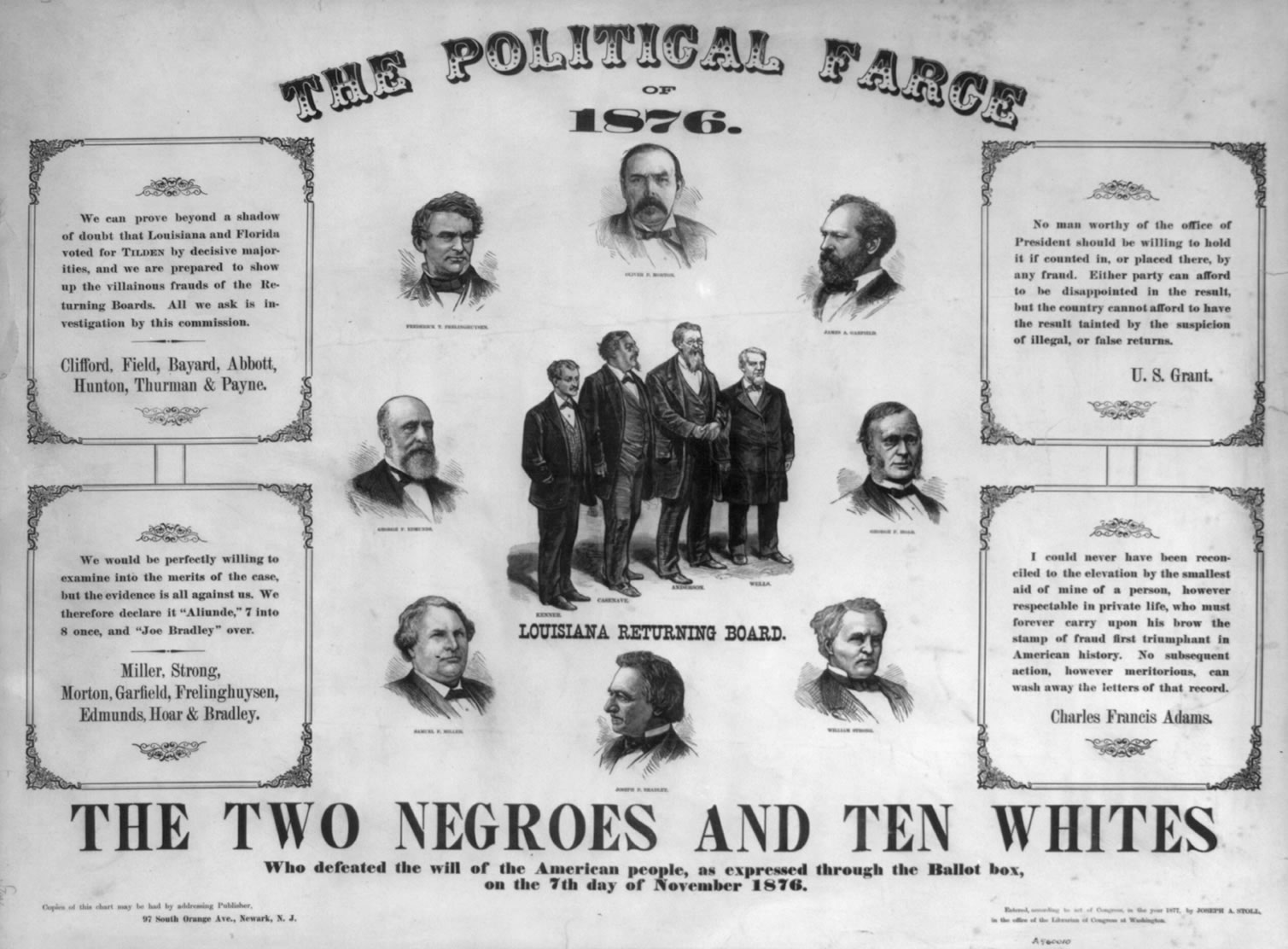
Die politische Farce: Poster als Ausdruck des Protestes gegen die Art der Wahlentscheidung

Beide Seiten beschuldigten einander der Wahlmanipulation. Die Republikaner beschuldigten die Demokraten, durch Bildung paramilitärischer Einheiten und Einschüchterung Unterstützer der Republikaner von der Wahl abgehalten zu haben. Gleichzeitig beschuldigten die Demokraten die Republikaner, die in den drei fraglichen Staaten die Auszählung der Stimmen kontrollierten, der Unterschlagung demokratischer Stimmen, insbesondere da man vor der Wahl fest davon ausgegangen war, dass der Süden für Tilden stimmen würde, die mit Republikanern besetzten Wahlkommissionen aber Hayes’ Sieg erklärten.
Beide Seiten fertigten auch jeweils gegenteilige Zertifikate für ihre mutmaßliche Mehrheit in den drei Staaten an und ließen sich diese von noch amtierenden bzw. gerade gewählten Amtsträgern (Gouverneure, Staatsanwälte) ihrer Partei unterzeichnen. Als auch das Unternehmen des demokratischen Gouverneurs von Oregon, einen Wahlmann aufgrund seiner früheren Arbeit im Staatsdienst nicht zuzulassen und durch einen demokratisch gerichteten zu ersetzen, scheiterte, weil die anderen beiden Wahlmänner des Staates ein vom Secretary of State von Oregon unterzeichnetes Zertifikat für drei republikanische Stimmen (nicht nur zwei) vorlegen konnten, manifestierte sich eine schwere Verfassungskrise mit verhärteten Fronten.
Da die Verfassung der Vereinigten Staaten ein eindeutiges Votum bis zum vorgesehenen Datum des Amtsantritts fordert, wurde dringend nach einer Lösung gesucht. Durch ein Gesetz vom 29. Januar 1877 wurde eine 15-köpfige Wahlkommission aus je fünf Mitgliedern des Senats, Repräsentantenhauses und Obersten Gerichts gebildet. Dieser sollten je drei Mitglieder der Mehrheits- und zwei Mitglieder der Minderheitsfraktionen von Senat und Repräsentantenhaus sowie je zwei Vertreter jeder Partei vom Obersten Gericht angehören. Da der Senat von den Republikanern und das Haus von den Demokraten dominiert wurde, waren beide Seiten bis dahin paritätisch vertreten. Die vier Mitglieder des Obersten Gerichts sollten dann gemeinsam das 15. und letzte Mitglied der Kommission bestimmen, das parteiunabhängig sein sollte. Ihr erster Kandidat war der parteilose David Davis, der 1872 wie viele andere Liberale aus der Republikanischen Partei ausgetreten war. Vor dem Zeitpunkt der Wahlentscheidung wurde Davis aber durch Illinois in den US-Senat gewählt und verließ darauf umgehend das Oberste Gericht, so dass er für den Posten nicht mehr zur Verfügung stand. Ironischerweise hatten die Demokraten Davis bei seiner Wahl entscheidend unterstützt, da sie sich dafür sein Wohlwollen in der Wahlkommission erhofften, dadurch aber stattdessen den einzigen parteilosen Anwärter verhindert. Da alle verbleibenden Obersten Richter Republikaner waren, wurde das Ergebnis vorbestimmt; mit Joseph P. Bradley wurde ein Republikaner das 15. Mitglied der Kommission.
Während dieser Entscheidungen wurde hinter den Kulissen nach einem Kompromiss gesucht, der als Kompromiss von 1877 bekannt wurde. Demnach sollten sich die Demokraten der Ernennung von Hayes zum Präsidenten fügen und im Austausch folgende Zugeständnisse erhalten:
- Abzug der verbleibenden Bundestruppen aus den ehemaligen Staaten der Konföderation (dies betraf nur die Staaten Louisiana, South Carolina und Florida, die gleichzeitig die umstrittenen Staaten bei der Wahl waren)
- Ernennung eines Süddemokraten in die Regierung Hayes
- Bau einer weiteren Transkontinentalen Eisenbahn durch die Südstaaten
- Unterstützung der Industrialisierung des Südens durch Bundesgesetze

Lediglich die beiden ersten Zusagen wurden später tatsächlich eingelöst. In der Folgezeit bauten zahlreiche Südstaaten systematisch die Segregation aus und entzogen vielen Schwarzen durch verschiedene Bestimmungen das ihnen durch das 15. Amendment zugesicherte Wahlrecht (u. a. durch die Jim-Crow-Gesetze), so dass dieser Kompromiss von den Schwarzen als Verrat durch die Republikaner betrachtet wurde.

### Entscheidung der Wahlkommission
Die Wahlkommission entschied am 2. März endgültig, dass Hayes die drei Südstaaten (und somit die Gesamtwahl) gewonnen habe (dabei stimmten die jeweiligen Parteimitglieder jeweils für ihren Kandidaten). Am 4. März wurde Hayes als neuer Präsident vereidigt.
| Kandidat            | Partei | Partei       | Stimmen | Prozent |
| ------------------- | ------ | ------------ | ------- | ------- |
| Rutherford B. Hayes |        | Republikaner | 8       | 53,3 %  |
| Samuel J. Tilden    |        | Demokraten   | 7       | 46,7 %  |
| Gesamt              | Gesamt | Gesamt       | 15      | 100 %   |